# West Coast (Neuseeland)
Die West Coast Region ist flächenmäßig die viertgrößte Verwaltungsregion der Südinsel von Neuseeland. Der Rat der Region, West Coast Regional Council genannt, hat seinen Sitz in Greymouth.

## Geografie

### Geographische Lage
Die West Coast Region bedeckt mit 23.244 km² reiner Landfläche den größten Teil der Westküste der Südinsel und ist mit einer Ausdehnung von rund 600 km entlang der Küste die längste Region des Landes. Mit 32.148 im Jahr 2013 gezählten Einwohnern kommt die Region auf eine Bevölkerungsdichte von 1,4 Einwohner pro km² und ist damit die Region mit der niedrigsten Bevölkerungsdichte im ganzen Land.
Die Region ist von der alpinen Bergwelt der Neuseeländischen Alpen geprägt, die sich von Nord nach Süd durch die gesamte Region ziehen und mit ihren Ausläufern teilweise bis zur Küste reichen. Lediglich an einigen Flüssen haben sich durch Schwemmland kleine Ebenen gebildet, die landwirtschaftlich genutzt werden. Die Region beherbergt einige Nationalparks, wie im Norden einen Teil des Kahurangi National Park, der der zweitgrößte Nationalpark des Landes ist. Südlich von Westport befindet sich der Paparoa National Park, um die Gletschergebiete des Franz Josef Glacier und des Fox Glacier der Westland National Park und im Süden ein Teil des Mount Aspiring National Park.
Die größten Flüsse der Region sind der rund 100 km lange Haast River, der die Region im Süden durchquert, der rund 120 km lange Grey River/Māwheranui, der bei Greymouth in die Tasmansee mündet und der rund 170 km lange Buller River, der bei Westport in die Tasmansee fließt. Zu den größten Städten der Region gehören Greymouth mit knapp 6000 Einwohnern, Westport mit rund 4000, Hokitika mit rund 3000 und Reefton mit rund 1000 Einwohnern.

### Klima
Bei vorherrschenden West- bis Südwestwinden bringen Tiefausläufer ergiebigen Niederschlag in der gesamten Region. Da die Alpenregion eine Wetterscheide darstellt, entleeren sich die an den Westhängen der Berge aufsteigenden Wolken westseitig. An der Ostseite der Berge, die in der Region Canterbury liegen, ist hingegen mit weitaus weniger Niederschlag zu rechnen. Die jährlichen Niederschlagswerte erreichen in den Bergen der Westküste 8000 mm, die in den Hochlagen ganzjährig in Schnee fallen. Direkt an der Küste reduzieren sich die Niederschlagsmengen auf rund 2000 mm pro Jahr. Das Klima begünstigt das Gedeihen des tropischen Regenwaldes der Region, wofür die Westküste über die Landesgrenzen hinaus bekannt ist.

## Bevölkerung

### Bevölkerungsentwicklung
Von den 32.148 Einwohnern der Region waren 2013 3171 Einwohner māoristämmig (9,9 %). Damit lebten 0,5 % der Māori-Bevölkerung des Landes in der Region West Coast. Das durchschnittliche Einkommen in der Bevölkerung lag 2013 bei 26.900 NZ$ gegenüber 28.500 NZ$ im Landesdurchschnitt.

### Herkunft und Sprachen
Die Frage nach der Zugehörigkeit einer ethnischen Gruppe beantworteten in der Volkszählung 2013 91,2 % mit Europäer zu sein, 10,5 % gaben an, Māori-Wurzeln zu haben, 1,0 % kamen von den Inseln des pazifischen Raums und 2,2 % stammten aus Asien (Mehrfachnennungen waren möglich). 11,0 % der Bevölkerung gaben an, in Übersee geboren zu sein. 1,8 % der Bevölkerung sprachen Māori als zweithäufigste Sprache nach Englisch, unter den Māori waren es 11,0 %.

## Politik

### Verwaltung
Die Region West Coast besitzt einen Verwaltungsrat, West Coast Regional Council genannt, der von einem Chairman (Vorsitzenden) geführt wird. In dem Council sitzen sieben gewählte Councillors (Ratsmitglieder), die gemeinsam die Region vertreten. Die Ratsmitglieder, die aus ihren Reihen den Vorsitzenden bestimmen, werden alle drei Jahre neu gewählt.
Des Weiteren ist die Region in drei Distrikte mit jeweils eigenem Council unterteilt:
- Buller District
- Grey District
- Westland District

Während die Regionalverwaltung für die Binnen- und Küstengewässer, für die Häfen, für Land, Luft, Erosion, Katastrophenschutz, Transportplanung und der regionale Entwicklung verantwortlich ist, sind die Verwaltungen der Distrikte für alle anderen Belange der Bürger zuständig und die Angelegenheiten, die in einer Kommune geregelt werden müssen.

## Infrastruktur

### Verkehr
Verkehrstechnisch angeschlossen ist die Region durch den New Zealand State Highway 6, der von Nordosten von Nelson kommend, über Westport und Greymouth bis hinunter nach Haast entlang der Küste führt. Die State Highways 7 und 73 stellen Querverbindungen durch die Südalpen ins Landesinnere her, die State Highways 65, 67 und 69 Querverbindungen innerhalb der Region.